# 토끼박쥐
토끼박쥐(Plecotus auritus 또는 P. ognevi )는 애기박쥐과에 속하는 박쥐의 일종이다. 귀가 커서(약 33cm) 긴귀박쥐라고도 부른다. 현재는 환경부 지정 멸종위기 야생생물 Ⅱ급에 속한다.
국내에는 한반도 중부 이북지방에 분포하며, 주로 강원특별자치도 인제군, 정선군, 태백시와 충북, 경북 북부의 산간지대에 분포한다. 해외의 경우 유럽부터 동아시아, 러시아의 우수리 지역까지 분포한다.